# Scott Lucas
Scott Lucas, né le 19 février 1892 et décédé le 22 février 1968, fut de 1939 à 1951 le sénateur démocrate de l'Illinois. En 1949 il succède à Alben William Barkley comme leader des démocrates au sénat, poste qu'il occupera jusqu'à la fin de son mandat en 1951.